# Farba drukowa UV
Farba drukowa UV – farba drukowa utrwalana promieniowaniem ultrafioletowym – rodzaj farby, w której za pomocą promieniowania ultrafioletowego inicjuje się fotopolimeryzację, prowadzącą do utrwalania się farby.
Farby drukowe UV powstały w latach 90. XX wieku i od tego czasu notuje się ich coraz większy udział w farbach drukowych. Znajdują one zastosowanie we fleksografii, sitodruku, offsecie, typooffsecie, druku cyfrowym. Wyróżniamy farby drukowe UV rodnikowe i kationowe.
Skład farb drukowych UV rodnikowych
- Fotoinicjatory (5–15% masy) – inicjują polimeryzację: w wyniku promieniowania UV tworzą się rodniki, które inicjują polimeryzację. Jako fotopolimery stosuje się między innymi 2-hydroksy-2-metylo-1-fenylo-1-propanol, aminoketony, hydroksyketony. Zakazano używania szkodliwych fotoinicjatorów, na przykład wycofano ITX (2-izopropyleno-tioksanton).
- sensybilizatory – przechwytują promieniowanie UV i przekazują je fotoinicjatorom. Sensybilizatorem jest na przykład benzofenon.
- monomery i oligomery (65% masy) – stanowią polimeryzujące spoiwo farby drukowej. Mogą to być akrylany poliestrowe (dobrze zwilżają pigmenty), akrylany epoksydowe (wysoka reaktywność, duża twardość po utrwaleniu), akrylany poliuretanowe (odporność na warunki zewnętrzne), aminoakrylany (odporne na inhibicję tlenową)
- barwidło (14–20% masy) – pigmenty i barwniki
- środki pomocnicze (2–5% masy) – środki przeciw pienieniu, środki zwiększające żywotność farby, środki poprawiające zwilżalność, woski zwiększające połysk, poślizg i odporność na ścieranie, środki poprawiające adhezję do podłoża drukowego, środki zapobiegające pyleniu farby.

Skład farb drukowych UV kationowych
- Fotoinicjatory (5–15% masy) – inicjują polimeryzację: w wyniku promieniowania UV tworzą się aniony i kationy, a te ostatnie inicjują polimeryzację. Jako fotopolimery stosuje się między innymi fosforan trifenylo-sulfonowo-heksafluorowy.
- sensybilizatory – przechwytują promieniowanie UV i przekazują je fotoinicjatorom. Sensybilizatorem jest na przykład benzofenon.
- monomery i oligomery (65% masy) – stanowią polimeryzujące spoiwo farby drukowej. Są to ciekłe cykloalifatyczne żywice epoksydowe, a także związki z grupami wodorotlenowymi.
- barwidło (14–20% masy) – pigmenty i barwniki
- środki pomocnicze (2–5% masy) – środki przeciw pienieniu, środki zwiększające żywotność farby, środki poprawiające zwilżalność, woski zwiększające połysk, poślizg i odporność na ścieranie, środki poprawiające adhezję do podłoża drukowego, środki zapobiegające pyleniu farby.

Różnice pomiędzy farbami rodnikowymi a kationowymi
- polimeryzacja

Polimeryzacja farb rodnikowych dokonuje się w czasie działania promieniowania UV. Natomiast polimeryzacja farb kationowych następuje w czasie działania promieniowania UV i przez do 24 godzin po jego ustąpieniu (reakcja ciemniowa)
- zapach

Farby rodnikowe mogą wydzielać zapach, co we wcześniejszych jej wersjach wykluczało ich zastosowanie w przemyśle spożywczym (zapach mógł przedostawać się do produktów spożywczych). Farby kationowe po utrwaleniu są bezzapachowe.
- prędkość drukowania

Farby rodnikowe cechuje szybkie utrwalanie się. Farby kationowe wymagają dłuższego czasu przebywania pod lampami UV, co spowalnia prędkość druku. Pełne ich utrwalenie następuje po 24 godzinach i wymaga ono dodatkowo ciepła.
- cena

Farby kationowe są z reguły farbami znacznie droższymi od rodnikowych (o ok. 80%).
- adhezja

Farby rodnikowe cechuje mniejsze przyleganie do podłoża niż farb kationowych, co jest wynikiem większej kurczliwości tych pierwszych (do 10%) niż tych drugich (do 3%).
- inhibitory

Inhibitorem w procesie utrwalania się farb rodnikowych jest tlen. Utrwalanie farb kationowych spowalnia woda (np. wilgoć podłoża drukowego), a także zasadowe składniki podłoża drukowego.